# گورستان آقبلاغ
قبرستان آقبلاغ مربوط به دوران پیش از تاریخ ایران باستان - دوران‌های تاریخی پس از اسلام است و در شهرستان بهار، بخش لالجین، روستای آقبلاغ واقع شده و این اثر در تاریخ ۲۴ فروردین ۱۳۸۲ با شمارهٔ ثبت ۸۰۹۲ به‌عنوان یکی از آثار ملی ایران به ثبت رسیده است.